# Bisante

Mapa con algunas de las principales colonias griegas en la antigua Tracia. Bisante estaba en la costa de la Propóntide.

Bisante (en griego, Βισάνθη) fue una antigua ciudad griega de la Propóntide, en Tracia.
Se trataba de una ciudad que había sido fundada por habitantes de la isla de Samos. Es citada por Heródoto, que la ubica en el Helesponto. Jenofonte la menciona como una posesión preciada de Seutes, príncipe de Tracia, y que se hallaba situada junto al mar. Plinio el Viejo, por su parte, la sitúa cerca del río Melas, al igual que las poblaciones de Cipsela y Macron Ticos.
La ciudad perteneció a la liga de Delos, puesto que como tal es mencionada en un decreto ateniense del año 422/1 a. C.
Suele identificarse con la población que posteriormente recibió el nombre de Rodosto y actualmente se denomina Tekirdağ, en Turquía.